# Ribèra d'Engomèr
Ribèra-Saas e Gorbí (en francès Rivière-Saas-et-Gourby) és un municipi francès situat al departament de les Landes i a la regió de la Nova Aquitània.

## Demografia
| 1962                                       | 1968 | 1975 | 1982 | 1990 | 1999 | 2007  |
| ------------------------------------------ | ---- | ---- | ---- | ---- | ---- | ----- |
| 693                                        | 698  | 699  | 675  | 809  | 941  | 1.131 |
| Des de 1962: població sense dobles comptes |      |      |      |      |      |       |

## Administració
| Període   | Identitat         | Partit |
| --------- | ----------------- | ------ |
| 2001-2008 | Francis Castagnet |        |
| 2008-     | Brigitte Prat     |        |